# Nivaldo Albuquerque
Nivaldo Ferreira de Albuquerque Neto, ou simplesmente Nivaldo Albuquerque (Maceió, 7 de janeiro de 1988), é um pecuarista e político brasileiro, atualmente Deputado Federal pelo Estado de Alagoas, filiado ao Republicanos. Tomou posse no cargo em Maio de 2016, na condição de primeiro suplente de sua coligação, em substituição a Maurício Quintella Lessa, do PR, que se licenciou para ocupar o cargo de Ministro dos Transportes, Portos e Aviação Civil do governo interino de Michel Temer.
Teve 66,9 mil votos em 2014 assim não conseguiu se eleger para uma das 9 vagas de Alagoas, ficando com a suplência da coligação "Juntos Com O Povo Pela Melhoria de Alagoas 1", composta, além de PRP e PR, por PP, PPS, PSDC, PSL, PSB, SDD e DEM.
Nivaldo Albuquerque é filho do Deputado Estadual e presidente do Diretório do PTB em Alagoas Antonio Albuquerque, um dos principais envolvidos no chamado Escândalo das Taturanas. Seu avô paterno foi prefeito do município de Limoeiro de Anadia pela Arena, partido de sustentação do Regime Militar.

## Ligações Externas
- Perfil oficial no portal da Câmara dos Deputados